# 巴姆巴萨叛乱

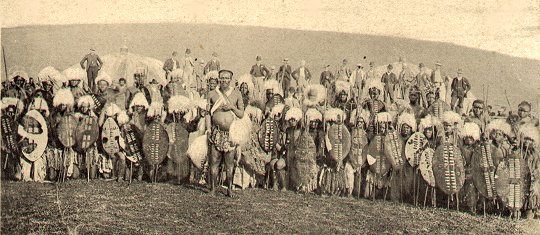
祖魯戰士

巴姆巴萨叛乱是1906年纳塔尔殖民地祖魯族一位酋長巴姆巴萨领导的反英暴動。
當時纳塔尔殖民地當局向每位殖民地居民征收1英镑的人頭稅。纳塔尔殖民地當局又懷疑巴姆巴萨不滿税收政策，於是傳喚巴姆巴萨。巴姆巴萨担心自己被捕，于是逃亡。纳塔尔殖民地當局於是不再承認巴姆巴萨的酋長地位。 巴姆巴萨又召集自己的支持者，並且對英國殖民當局發動游击战。 英国當局迅速派兵鎮壓。 巴姆巴萨最終在衝突中陣亡。 
此次暴動共造成3,000至4,000名祖鲁人被杀。超过7,000人被监禁，4,000人被鞭打。